# アイン・ティムシェント県
アイン・ティムシェント県（英語：Aïn Témouchent アラビア語:ولاية عين تموشنت）はアルジェリア北西部に位置するアルジェリアの県の一つである。人口は357,900人で、首都は県と同名のアイン・ティムシェント。面積は2,432km2である。名前の語源はベルベル語で、水（河）と動物を意味する。

## 隣接する県
- オラン県
- シディ・ベル・アッベス県
- トレムセン県

## 下位行政区画
8の地区（ダイラ）と28のコミューンからなる。